# Герде (Лихов-Даненберг)
Герде (њем. Göhrde) општина је у њемачкој савезној држави Доња Саксонија. Једно је од 27 општинских средишта округа Лихов-Даненберг. Према процјени из 2010. у општини је живјело 661 становника. Посједује регионалну шифру (AGS) 3354006.

## Географски и демографски подаци
Герде се налази у савезној држави Доња Саксонија у округу Лихов-Даненберг. Општина се налази на надморској висини од 77 метара. Површина општине износи 40,6 km². У самом мјесту је, према процјени из 2010. године, живјело 661 становника. Просјечна густина становништва износи 16 становника/km².